# Дрімлюга довгодзьобий

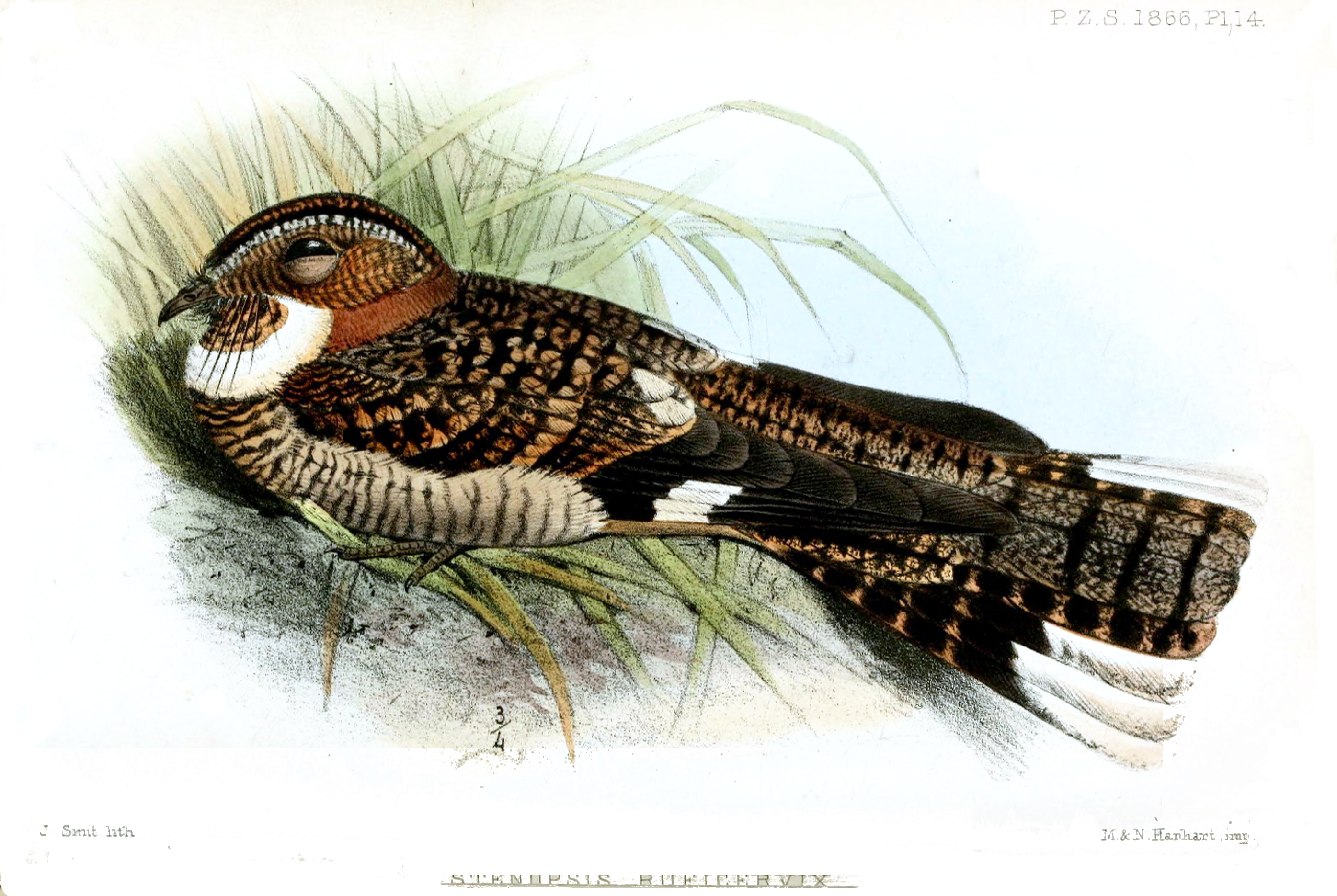
Довгодзьобий дрімлюга

Дрімлюга довгодзьобий (Systellura longirostris) — вид дрімлюгоподібних птахів родини дрімлюгових. Мешкає в Південній Америці.

## Опис
Довжина птаха становить 20-27 см, самці важать 36-63 г, самиці 32-71 г. Верхня частина тіла коричнева, поцяткована бурими, чорнуватими, білуватими, сіруватими і охристими смужками. На задній частині шиї рудуватий або охристий "комір". Горло і нижня частина тіла охристі, груди легко поцятковані сірувато-коричневими плямками. У самців на горлі біла пляма, на крилах біла смуга, помітна в польоті, хвіст на кінці білий. У самиць смуга на крилах охриста, плями на хвості відсутні. Забарвлення різниться в залежності від підвиду.

## Підвиди
Виділяють вісім підвидів:
- S. l. ruficervix (Sclater, PL, 1866) — гори Колумбії, Венесуели і Еквадору (зокрема в масиві Сьєрра-Невада-де-Санта-Марта, в горах Сьєрра-де-Періха та в прибережному хребті Анд);
- S. l. roraimae Chapman, 1929 — тепуї на півдні Венесуели та в сусідніх районах північної Бразилії;
- S. l. atripunctata Chapman, 1923 — Анди від Перу до північно-західної Аргентини (Жужуй) і північного Чилі (Антофагаста);
- S. l. bifasciata (Gould, 1837) — Чилі і західна Аргентина;
- S. l. pedrolimai (Grantsau, 2008) — північно-східна Бразилія;
- S. l. longirostris (Bonaparte, 1825) — південно-східна Бразилія, Парагвай, Уругвай і північно-східна Аргентина;
- S. l. mochaensis (Cleere, 2006) — острів Моча[en] і сусідні острови (центральне Чилі);
- S. l. patagonica (Olrog, 1962) — центральна і південна Аргентина (від Кордови і Буенос-Айреса до Санта-Круса).

Перуанський дрімлюга раніше вважався підвидом довгодзьобого дрімлюги, однак був визнаний окремим видом. Також деякі дослідники виділяють підвид S. l. roraimae у окремий вид Systellura roraimae.

## Поширення і екологія
Довгодзьобі дрімлюги мешкають у Венесуелі, Колумбії, Еквадорі, Перу, Болівії, Бразилії, Аргентині, Чилі, Парагваї і Уругваї. Популяції Патагонії і Вогняної Землі взимку мігрують на північ, до північної Аргентини, західного Парагваю і південної Болівії. Довгодзьобі дрімлюги живуть на узліссях тропічних лісів, на сухих і високогірних луках та в сухих і високогірних чагарникових заростях. Зустрічаються на висоті до 4200 м над рівнем моря. Живляться комахами, яких ловлять в польоті. Сезон розмноження у Венесуелі триває з лютого по вересень, в Колумбії з березня по листопад. Відкладають яйця в ямку на голій землі або серед густої трави. В кладці 1-2 яйця. Інкубаційний період триває 17 днів.